# Chaetonotidae
Famille
Les Chaetonotidae sont une famille de gastrotriches.

## Liste des genres
Selon World Register of Marine Species (22 juin 2025) :
- Chaetonotinae Gosse, 1864
  - Arenotus Kisielewski, 1987
  - Aspidiophorus Voigt, 1903
  - Bifidochaetus Kolicka & Kisielewski, 2016
  - Carianotus Minowa, Kieneke, Balsamo, Guidi & Garraffoni, 2025
  - Caudichthydium Schwank, 1990
  - Cephalionotus Garraffoni, Araujo, Lourenço, Guidi & Balsamo, 2017
  - Chaetonotus Ehrenberg, 1830
  - Fluxiderma d'Hondt, 1974
  - Halichaetoderma Rataj Križanová & Vďačný, 2023
  - Halichaetonotus Remane, 1936
  - Heterolepidoderma Remane, 1927
  - Ichthydium Ehrenberg, 1830
  - Lepidochaetus Kisielewski, 1991
  - Lepidodermella Blake, 1933
  - Litigonotus Gammuto, Serra, Petroni & Todaro, 2024
  - Polymerurus Remane, 1927
  - Rhomballichthys Schwank, 1990
- Undulinae Kisielewski, 1991
  - Undula Kisielewski, 1991
- sous-famille indéterminée
  - Dendroichthydium Minowa, Kieneke, Campos, Balsamo, Plewka, Guidi, Araújo & Garraffoni, 2025

## Systématique
Cette famille a été décrite par Gosse en 1864.

## Publication originale
- (en) Gosse, « The natural history of the hairy-backed animalcules (Chaetonotidae) », The Intellectual Observer, juillet 1864, vol. 5, p. 387-406 (lire en ligne).